# Бурбон, Мария-Аделаида де
Луиза Мария Аделаида де Бурбон, герцогиня Орлеанская, также известная как мадемуазель де Пентьевр (фр. Louise Marie Adélaïde de Bourbon; 13 марта 1753, Отель Тулуз, I округ Парижа — 23 июня 1821, Иври-сюр-Сен) — французская аристократка, дочь герцога Пентьевра, внука короля Людовика XIV. С момента смерти своего брата, принца де Ламбаль, она стала самой состоятельной наследницей в дореволюционной Франции. Вышла замуж за герцога Орлеанского, ставшего затем «гражданином» Филиппом Эгалите, и стала матерью последнего короля Франции Луи-Филиппа I. Мадемуазель де Пентьевр является последним представителем династии Бурбон-Пентьевров.

## Биография
Мария-Аделаида родилась 13 марта 1753 года в парижском отеле де Тулуз; этот частный особняк был столичной резиденцией семьи Пентьевров начиная с 1712 года, когда её дедушка, граф Тулузский, купил его у Луи Фелиппо, маркиза де Ла Врийера (1672—1725). Её отец Луи-Жан-Мари де Бурбон, герцог де Пентьевр, был единственным законным ребёнком графа Тулузского, самого младшего из внебрачных сыновей короля Людовика XIV и официальной фаворитки мадам Монтеспан. Её мать, Мария Тереза Фелицита д’Эсте, дочь герцога Моденского, также имела родственную связь с мадам Монтеспан, её мать принадлежала к Орлеанскому дому. К несчастью, менее чем через год, девочка осталась без матери, поскольку та умерла при родах в 1754 году. Первые годы девочка имела титул учтивости «мадемуазель д’Ивуа», а позже, вплоть до замужества девушка носила титул «мадемуазель де Пентьевр» (по имени герцогства, унаследованного её отцом). Титул «мадемуазель де Пентьевр» прежде принадлежал её сестре, Марии-Луизе (1751—1753), которая скончалась за шесть месяцев до появления на свет Марии-Аделаиды.

## Воспитание
После рождения девочка находилась на попечении няни, а позже, подобно множеству дочерей французской аристократии, была отдана на воспитание в обитель аббатства де Монмартр, возвышавшегося над Парижем, где она провела 12 лет жизни. Отец с детских лет поощрял участие дочери в благотворительности; известный своим милосердием, герцог Пентьевр, получил прозвище «принц бедноты». Эта известность среди малоимущих была распространена по всей Франции, что впоследствии уберегло его в годы Французской революции.

## Замужество

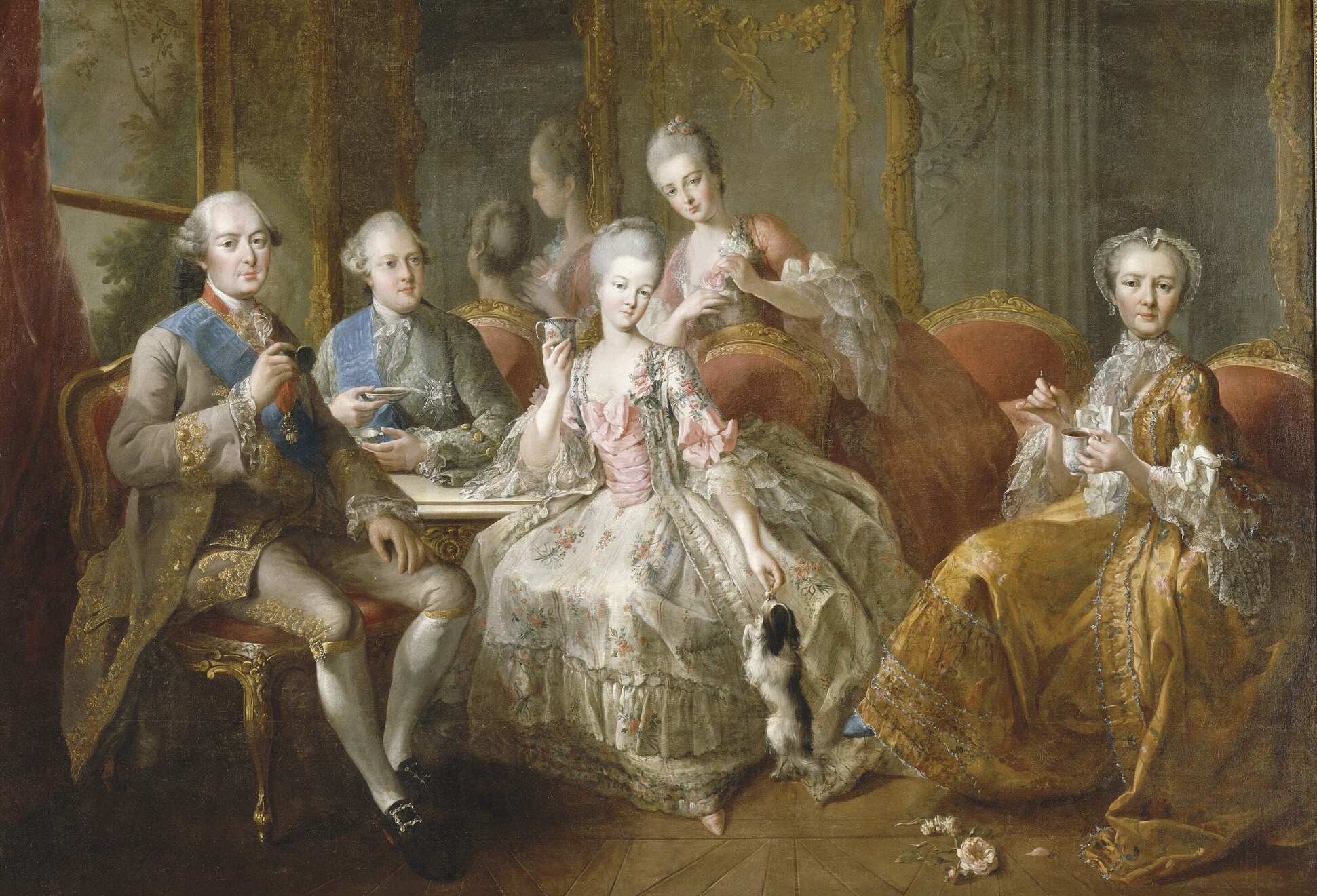
Чашка шоколада (1768), портрет работы Ж.-Б. Шарпантье ле Вьё. Слева направо: герцог де Пентьевр, его сын принц Ламбаль (1747—1768), его невестка принцесса Ламбаль (1749—1792) с собачкой, его дочь Мария-Аделаида и его мать Мария-Виктория (1688—1766), графиня Тулузская (коллекция Версаля)

После того как 8 мая 1768 года скончался её старший брат, принц де Ламбаль, 15-летняя Мария-Аделаида стала одной из самых состоятельных наследниц Франции.
Возможность её брака с Луи Филиппом Жозефом Орлеанским, герцогом Шартрским, сыном герцога Орлеанского, рассматривалась и до этого трагического события; герцог де Пентьевр видел в этом браке отличную возможность породниться с первым принцем крови, но Орлеанский дом не желал союза с ветвью внебрачного потомства королевского дома. Однако, после того как Мария-Аделаида стала наследницей всех семейных богатств, обращённая лента (признак принадлежности к внебрачному потомству) на её гербе стала не столь заметной. Хотя Мария-Аделаида была влюблена в своего орлеанского кузена, король Людовик XV предостерегал Пентьевра от этого брака, ссылаясь на стиль жизни юного герцога Шартрского. К тому же Людовик XV опасался усиления Орлеанского дома вследствие наследования огромного состояния Пентьевров. «Вы делаете ошибку, мой кузен. У герцога Шартрского скверный нрав и плохие привычки — он либертин, и ваша дочь будет несчастна. Обождите, не спешите!», говорил Пентьевру Людовик XV.
Мадемуазель де Пентьевр была представлена королю 7 декабря 1768 года на церемонии «de nubilité» своей тётей по материнской линии, Марией Фортунатой д’Эсте, графиней де Ламарш. Её приветствовал Людовик XV, дофин и прочие члены королевской фамилии. В этот день её крестил Шарль Антуан де Ла Рош-Эмон, Великий раздатчик милостыни Франции, и девушку нарекли именами Луиза Мария Аделаида.
Церемония её бракосочетания с герцогом Шартрским прошла в Версале 5 апреля 1769 года в присутствии всех принцев крови. Брачный контракт подписали все члены королевской семьи. После церемонии был дан торжественный свадебный ужин от имени короля Людовика XV, на котором присутствовали все члены королевской семьи. Мадемуазель де Пентьевр «принесла» без того богатому Орлеанскому дому приданое в размере шести миллионов ливров, годовой доход в 240 000 ливров (позже увеличенный до 400 000 ливров), а также надежду на огромное состояние её отца.

### Графиня де Жанлис

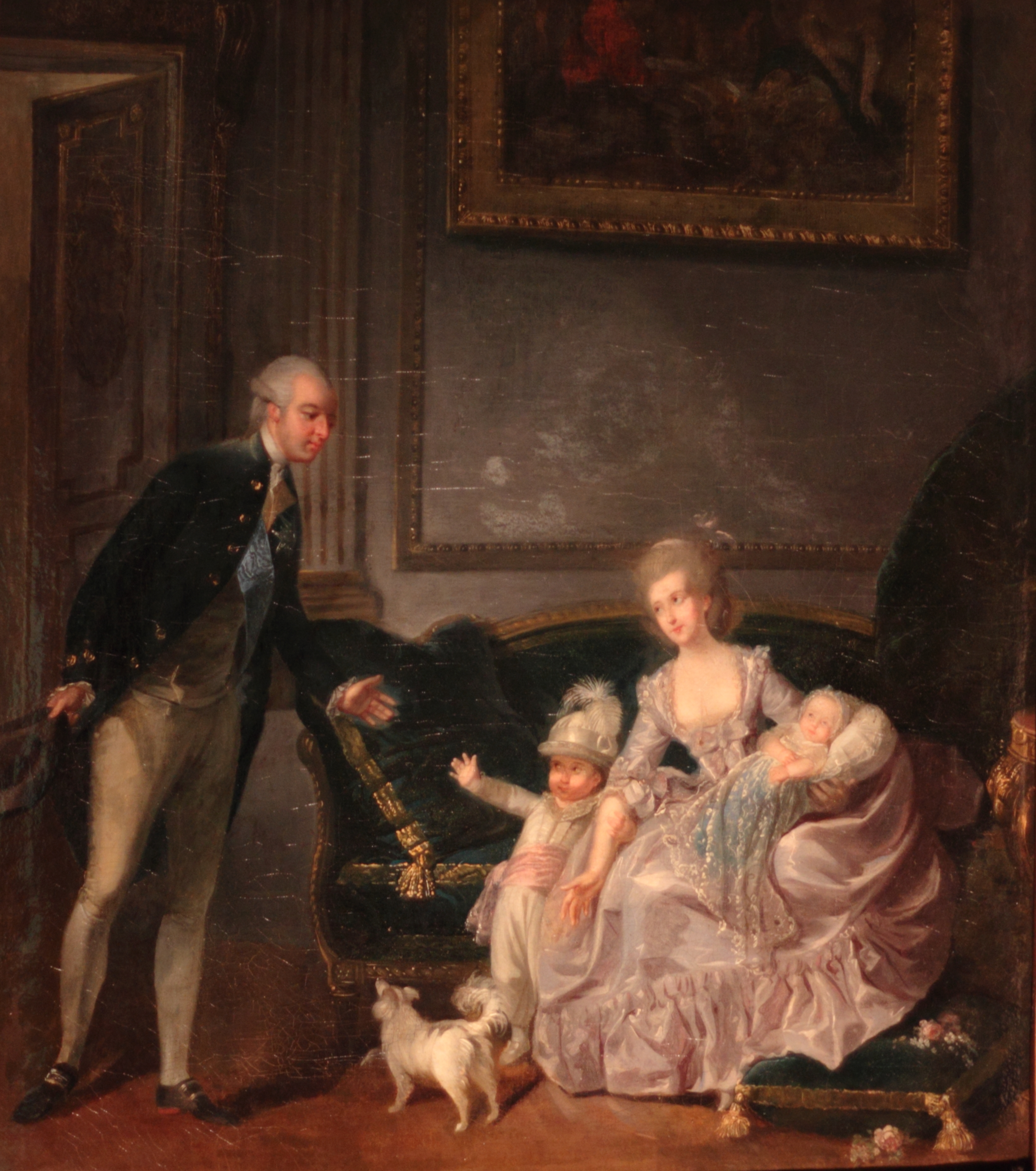
Герцог Шартрский с Марией-Аделаидой и двумя сыновьями в Пале-Рояль (1776 год)

Первые месяцы супружеской жизни новобрачные целиком посвящали себя друг другу, но вскоре герцог вернулся к «либертинской» жизни, которую он, казалось, оставил перед женитьбой.
Летом 1772 года, спустя несколько месяцев после того как Мария-Аделаида разрешилась от бремени мертворожденной девочкой, началась тайная связь Филиппа с одной из её фрейлин, графиней де Жанлис, племянницей мадам Монтессон, фаворитки отца Филиппа. Пылкая поначалу, эта связь остыла спустя несколько месяцев, и весной 1773 года считалась законченной. После прекращения этой связи графиня оставалась на службе у Марии-Аделаиды во дворце Пале-Рояль, будучи доверенным лицом обоих супругов. Они были покорены её интеллектом и в июле 1779 года графиня де Жанлис стала воспитателем девочек-близняшек, родившихся у пары в 1777 году.
Когда в 1782 году герцогу Шартрскому потребовалось найти воспитателя для молодого Луи-Филиппа, которому тогда исполнилось девять лет и нужно было держать его в строгости, герцог остановил свой выбор на мадам Жанлис. Так она стала гувернанткой детей герцога и герцогини Шартрских. Воспитатель и ученики покинули Пале-Рояль и переехали в специально отстроенный особняк на территории женской обители в Париже. Мадам Жанлис была превосходным педагогом, но её либеральные политические убеждения стали причиной холодного отношения к ней со стороны королевы Марии-Антуанетты.
Мария-Аделаида начала протестовать против образования, которое её детям давала прежняя фрейлина. Отношения между двумя женщинами стали невыносимыми, когда 2 ноября 1790 года Луи-Филипп присоединился к политическому клубу якобинцев. Отношения Марии-Аделаиды со своим мужем в этот момент также достигли своей низшей точки, и единственным средством общения между ними стали письма. В своих воспоминаниях барон Оберкирх описал Луизу Марию Аделаиду как «… неизменно с унылым выражением лица, меланхолию которой ничто не могло исцелить. Она иногда улыбалась, но не смеялась никогда…»
После смерти её свёкра Луи-Филлипа Орлеанского в ноябре 1785 года, супруг Марии-Аделаиды стал следующим герцогом Орлеанским и первым принцем крови. Будучи супругой принца крови она получила право на титул Ваша Светлость; на этот титул никогда не могли претендовать члены её родной семьи внебрачных потомков Бурбонов.

## Французская революция
5 апреля 1791 года 38-летняя Мария-Аделаида покинула своего супруга и переехала к своему отцу, постоянной резиденцией которого к тому времени стала небольшая усадьба Бизи, расположенная в Нормандии в 70 километрах от Парижа. Вставший на сторону Французской революции герцог Орлеанский в сентябре 1792 года был избран в Национальный конвент под именем Филипп Эгалите. Он примкнул к радикальной партии монтаньяров, поскольку не имел доверия у жирондистов, желавших выслать из Франции всех Бурбонов. Участь семьи герцога Орлеанского была предрешена, когда старший сын Марии-Аделаиды, герцог Шартрский, так называемый «генерал Эгалите», служивший в революционной «северной армии» под командованием Шарля Франсуа Дюмурье, в марте 1793 года обратился к Австрии за политическим убежищем. 6 апреля арестовали всех членов Орлеанской семьи, ещё остававшихся на территории Франции. Филиппа Эгалите и его сына, графа де Божоле, арестовали в Париже и заключили в тюрьму аббатства (разрушена при прокладке бульвара Сен-Жермен). Позже их двоих перевели в тюрьму форта Сен-Жан в Марселе, где вскоре к ним присоединился герцог де Монпансье, арестованный во время службы в «альпийской армии». Герцог Шартрский за день до ареста в Париже своего отца и брата устремился в приграничный Турне, где с ноября 1792 года находились в эмиграции его сестра Аделаида с мадам Жанлис. В сопровождении герцога Шартрского они перебрались в безопасное место в Швейцарии.
Тем временем Марии-Аделаиде было позволено остаться во Франции из-за плохого здоровья; она находилась под охраной в усадьбе Бизи, где за месяц до этих событий скончался её отец герцог де Пентьевр. Её наследство было конфисковано революционным правительством.
Супруга Марии-Аделаиды, Филиппа Эгалите, казнили на гильотине 6 ноября 1793 года несмотря на то, что он голосовал за казнь своего кузена, короля Людовика XVI, а также осудил дезертирство своего сына.

## Вдова Эгалите
После казни супруга Марию Аделаиду, ставшую «вдовой Эгалите», заключили под стражу в Люксембургском дворце, ставшем тюрьмой в годы революции. Там она встретила Жака Мари Рузе, бывшего члена Национального конвента, находившегося там под стражей после падения партии жирондистов. Рузе стал её любовью на всю оставшуюся жизнь. Чудом избежавшую смертной казни в конце эпохи террора Марию-Аделаиду в июле 1794 года перевели в бывшую психиатрическую лечебницу «Pension Belhomme», превращённую в годы Революции в «тюрьму для богатых».

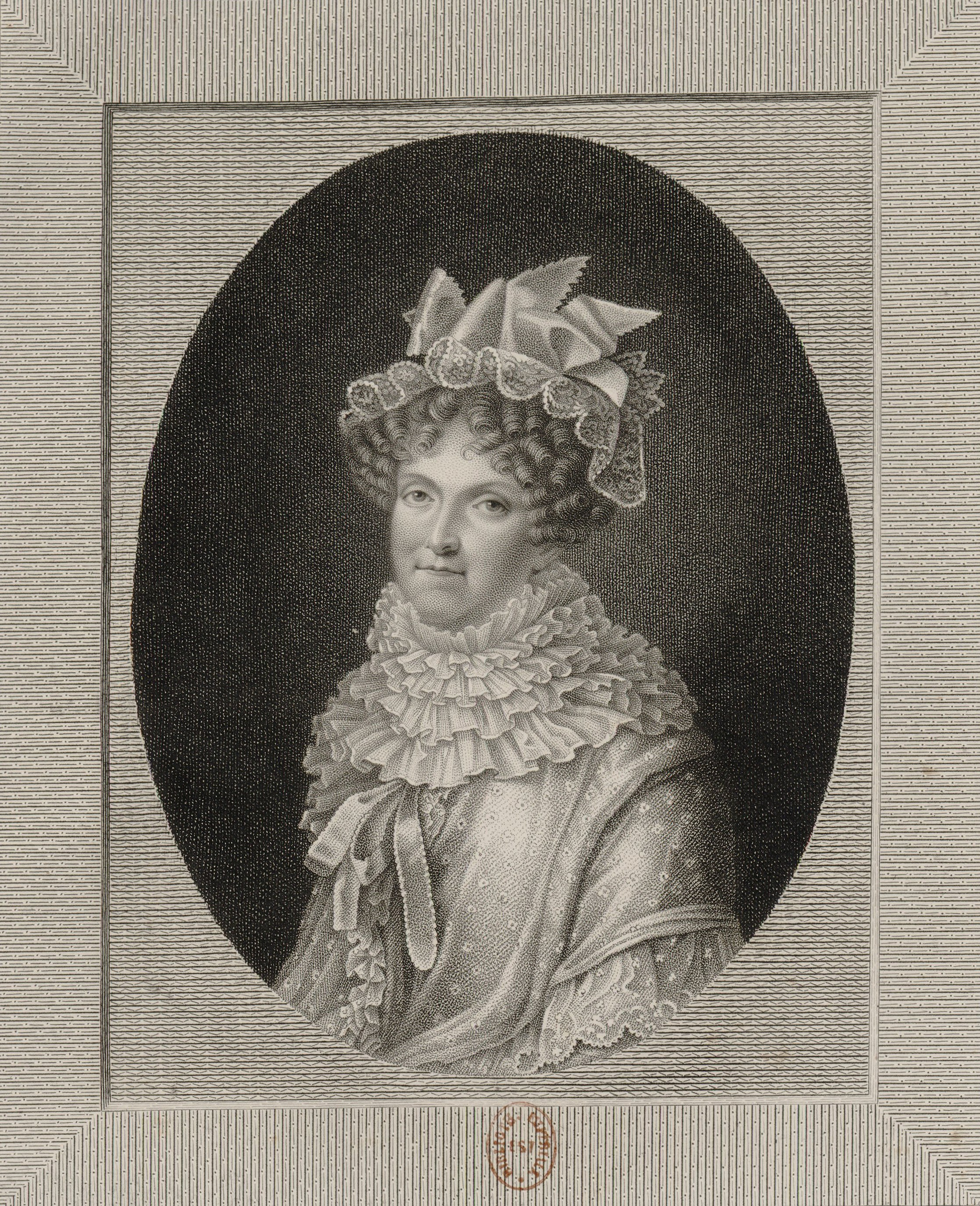
Вдовствующая герцогиня Орлеанская (ок. 1822 года)

Рузе после своего освобождения стал членом Совета пятисот и в 1796 году смог добиться освобождения Марии-Аделаиды и двух её сыновей, содержавшихся в заключении в Марселе. С этого времени пара вместе жила в Париже до 1797 года, когда был выпущен декрет о депортации из Франции оставшихся членов дома Бурбонов. Марию-Аделаиду выслали в Испанию, вместе с её золовкой Батильдой Орлеанской, последней принцессой Конде. Рузе сопроводил их до испанской границы и затем тайно присоединился к ним в Барселоне, став канцлером Марии-Аделаиды. Она выхлопотала для него титул графа де Фольмон.
Мария-Аделаида так и не встретилась снова с двумя младшими сыновьями, Монпансье и Божоле, которые скончались в эмиграции до Реставрации Бурбонов в 1814 году. Она вместе с Рузе и другими сосланными в Испанию членами Орлеанского дома вернулась во Францию в 1814 году в период первой реставрации Бурбонов. После сложных юридических баталий, длившихся вплоть до её смерти, большая часть наследства Марии-Аделаиды была восстановлена. Вдовствующая герцогиня Орлеанская скончалась 23 июня 1821 года в своём замке в Иври-сюр-Сен от рака груди, к которому прибавился частичный паралич и грудная водянка.
За 9 месяцев до её кончины, 25 октября 1820 года, умер Рузе; она похоронила его в новом семейном склепе, построенном в Дрё в 1816 году, где покоятся останки семьи Бурбон-Пентьевров и членов Орлеанского дома. Изначальный семейный склеп Бурбонов-Пентьевров в коллегиальной церкви Дрё осквернили в период Французской революции, захоронив останки в общей могиле. Марию-Аделаиду похоронили в новой капелле, которую расширили и декорировали после восхождения на трон Франции её сына Луи-Филиппа. Часовню назвали королевской капеллой в Дрё и она стала некрополем королевского Орлеанского дома.
Мария-Аделаида не дожила до того момента, когда её сын Луи-Филипп стал королём французов в 1830 году.

## В живописи
В 1789 году, прямо накануне Французской революции, любимая художница королевы Марии-Антуанетты, Виже-Лебрён выполнила портрет «Madame la Duchesse d’Orléans» (см. начало статьи). Виже-Лебрён показала уныние одинокой Марии-Аделаиды. 36-летняя герцогиня представлена в белом одеянии, символизируя её непорочность, голова покоится на поднятой руке, на лице застыло апатичное выражение грусти. Герцогиню украшает медальон Веджвуда, предположительно «Несчастная Мария», что перекликается с жизнью герцогини; медальон был уничтожен в годы Революции. Портрет сейчас находится в коллекции Версальского дворца. Копия этого полотна имеется в коллекции Марсельского музея «Musée de Longchamp».

## В кинематографе
В киноленте «Мария-Антуанетта» 2006 года небольшую роль Марии-Аделаиды сыграла французская актриса Орор Клеман.

## Потомство
В семье Марии-Аделаиды было шесть детей:
- мертворождённая дочь (10 октября 1771 года);
- Луи-Филипп, (1773, Париж — 1850, Клермонт); герцог Шартрский, герцог Орлеанский;
- Антуан Филипп, (1775, Париж — 1807, Великобритания); герцог Монпансье;
- Франсуаза, «мадемуазель Орлеанская» (1777, Париж — 1782, Париж), сестра-близнец Аделаиды;
- Мария Аделаида, «мадемуазель Шартрская» (1777, Париж — 1847, Тюильри);
- Луи Шарль (1779, Париж — 1808, Мальта); граф Божоле.